# Eriosema violaceum
Eriosema violaceum är en ärtväxtart som först beskrevs av Jean Baptiste Christophe Fusée Aublet, och fick sitt nu gällande namn av George Don jr. Eriosema violaceum ingår i släktet Eriosema och familjen ärtväxter. Inga underarter finns listade i Catalogue of Life.